# Henri Karjalainen
Pour les articles homonymes, voir Karjalainen (homonymie).
Henri Karjalainen, né le 19 février 1986, est un pilote automobile finlandais. 

## Carrière
- 2004 : Formule BMW ADAC
- 2005 : Formule BMW ADAC
- 2006 : Formule Renault Asiatique, Formule 3 Asiatique
- 2007 : Championnat d'Asie de Formule 3, GP2 Series
- 2008 : Champ Car Atlantic Championship (16e, en cours)